# Service d'appui aérien

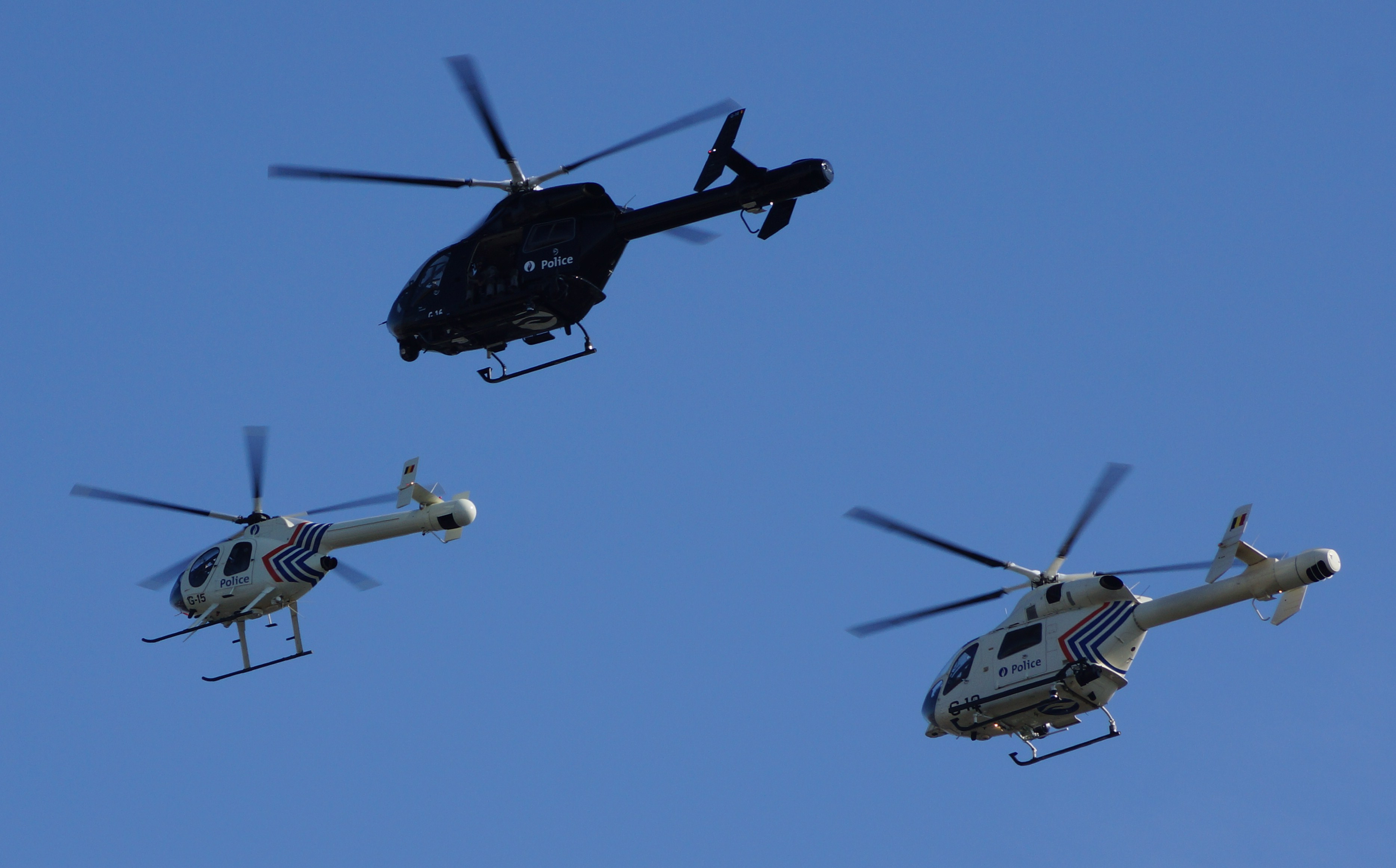
Hélicoptères de la police fédérale belge lors du défilé du 21 juillet 2013 : G-12, G-15 et G-16.

Le Service d'appui aérien (en néerlandais : Dienst luchtsteun ; en allemand : Luftunterstützungsdienst) ou DAFA, aussi connu sous le nom de « RAGO »,, est l'une des composantes de la police fédérale ayant pour but d'apporter un soutien spécialisé aux services de police, ainsi qu'aux services de la sécurité civile. L'unité fait figure de modèle en Europe pour les unités aériennes d'autres pays.

## Histoire
En 1953, la Gendarmerie procède à ses premières opérations aériennes avec la collaboration de l’aviation légère de la force terrestre.
En 1968, la Gendarmerie fait l'acquisition de premiers hélicoptères, des Alouette II.
En 1993, le Détachement d'appui aérien est créé au sein de la Gendarmerie.
En 2001, à la suite de la réforme des polices, la Gendarmerie est dissoute et le Détachement d’appui aérien est transféré à la police fédérale sous le nom de Service d'appui aérien.
En 2015, le premier drone est mis en service,.

## Aéronefs
| Liste des aéronefs du Service d'appui aérien au 29 décembre 2017, |             |            |                  |
| Aéronefs                                                          | Type        | En service | Codes            |
| MD Helicopters Explorer 900                                       | Hélicoptère | 3          | G-10, G-11, G-12 |
| MD Helicopters Explorer 902                                       | Hélicoptère | 2          | G-16,, G-17      |
| Hughes MD 520N                                                    | Hélicoptère | 2          | G-14, G-15,      |
| Cessna C182 Skylane II                                            | Avion       | 2          | G-01, G-04       |

Le 31 mai 2024, le gouvernement belge annonce qu'il commanderait 17 hélicoptères H145M, dont deux seront destinés à la Police fédérale, qui souhaite remplacer ses MD 900 Explorer avant 2027